# Gérard Burel
Pour les articles homonymes, voir Burel.
Gérard Burel, né le 2 février 1935 à La Coulonche (Orne) et mort le 27 janvier 2012 à La Ferté-Macé (Orne), est un homme politique français. Membre de l'UDR, du RPR, puis de l'UMP, il est le président du conseil général de l'Orne de 1993 à 2007.

## Biographie
Vétérinaire de formation (il passe sa thèse de doctorat en 1960), il est conseiller municipal de Messei de 1965 à 2008 et maire de cette commune de 1978 à 2001.
De 1982 à 1986, il est vice-président du conseil régional de Basse-Normandie.
Conseiller général du canton de Messei à partir de 1970, il succède comme président du conseil général de l'Orne à Hubert d'Andigné le 9 novembre 1993. Président « gestionnaire » et « consensuel », il s'attache notamment à assainir la situation financière du département. Après quatorze ans à la tête de l'assemblée départementale, il remet sa démission le 3 décembre 2007, « dans le souci que ma majorité sortante ait un vrai patron », tout en demeurant conseiller jusqu'à la fin de son mandat en mars 2008, date à laquelle il ne se représente pas.
Au cours de sa carrière, il est aussi président de la communauté de communes de la Haute Varenne et du Houlme, du Syndicat intercommunal d'alimentation en eau potable de la région de Messei, du Syndicat départemental de l'eau et du conseil d'administration du Service départemental d'incendie et de secours (CASDIS) jusqu'à sa mort.
Il meurt le 27 janvier 2012 à l'hôpital des Andaines, à La Ferté-Macé,,,,.

## Décorations
- Chevalier de la Légion d'honneur
- Chevalier de l'ordre national du Mérite
- Officier de l'ordre des Palmes académiques
- Officier de l'ordre du Mérite agricole